# Sticherus tomentosus
Sticherus tomentosus là một loài dương xỉ trong họ Gleicheniaceae. Loài này được Cav. ex Sw. A.R. Sm. mô tả khoa học đầu tiên năm 1990.